# اداره نظارت مالی لهستان
اداره نظارت مالی لهستان (لهستانی: Komisja Nadzoru Finansowego) یک سازمان نظارتی مقررات مالی بین‌المللی در لهستان است. از وظایف این نهاد، ایجاد فضای امنیت اقتصادی، مبارزه با فعالیت‌های مالی غیرقانونی و نظارت بر عملکرد کارگزاری‌های بازار بورس لهستان و فارکس است.
این سازمان توسط «رئیس شورای وزیران» نظارت و بازرسی می‌شود.